# Колонж су Салев
Колонж су Салев (фр. Collonges-sous-Salève) насеље је и општина у источној Француској у региону Рона-Алпи, у департману Горња Савоја која припада префектури Сен Жилијен ан Женвоа.
По подацима из 2011. године у општини је живело 3777 становника, а густина насељености је износила 616,15 становника/km². Општина се простире на површини од 6,13 km². Налази се на средњој надморској висини од 650 метара (максималној 1.301 m, а минималној 466 m).

## Демографија
| 1962. | 1968. | 1975. | 1982. | 1990. | 1999. | 2011. |
| ----- | ----- | ----- | ----- | ----- | ----- | ----- |
| 1.343 | 1.712 | 2.319 | 2.519 | 2.696 | 3.120 | 3.777 |

График промене броја становника у току последњих година